# Rudolf Králíček

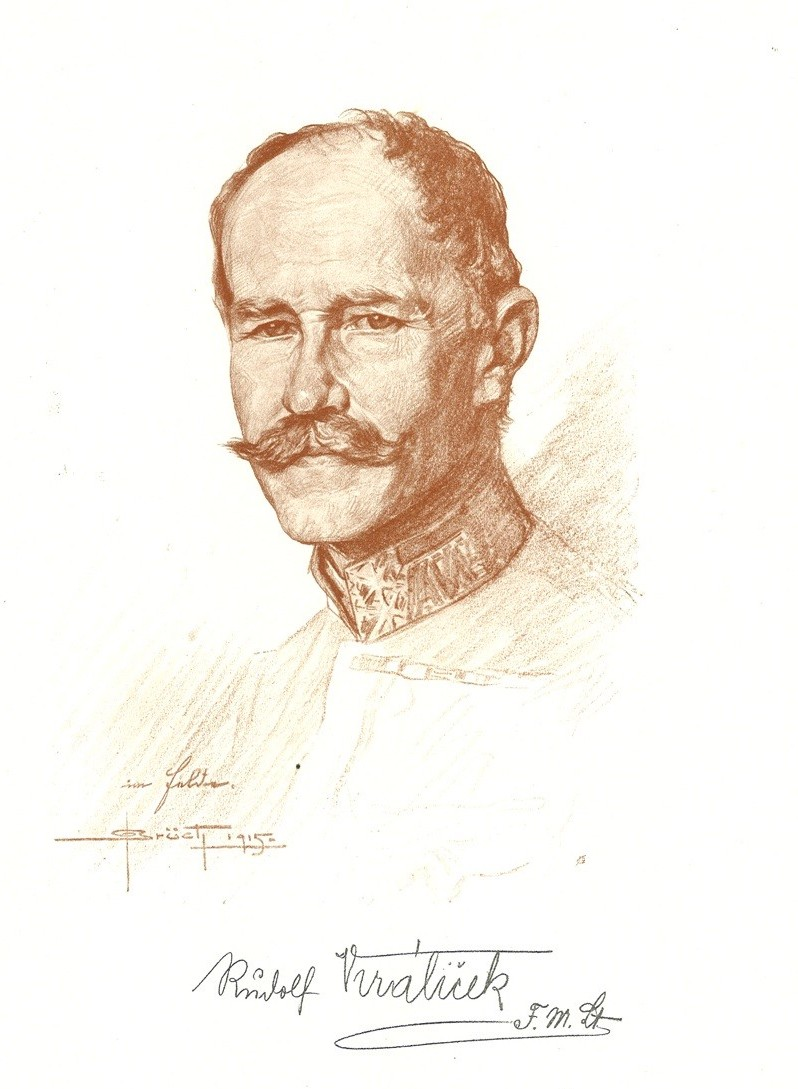
Rudolf Králíček, porträtiert von Oskar Brüch (1915)

Rudolf Králíček (* 19. Januar 1862 in Hustienowitz; †  4. Januar 1946 in Teschen) war ein tschechischer österreich-ungarischer General der Infanterie.

## Leben
Er wurde 1862 als jüngstes von acht Geschwistern im mährischen Huštěnovice  94 geboren. Am 2. Februar 1866 starb sein Vater, drei Jahre später am 24. Januar 1869 auch seine Mutter, mit erst sieben Jahre wurde er Vollwaise. Für längere Zeit war nicht klar, was mit den Kindern passieren sollte. Nach dem Tod seiner Eltern wurde schließlich der älteste Bruder Franz mit der Vormundschaft aller Hinterbliebenen betraut.

### Frühe Militärische Karriere
Rudolf Králíček trat am 20. März 1879 in die Kadettenschule von Košice ein und wurde 1881 im Infanterieregiment Nr. 59 zum Leutnant ausgemustert. Er diente anfangs als Adjutant im 1. Feldbataillon, dann für mehrere Jahre im Stab des genannten Regimentes, 1886 bis 1888 besuchte er die Kriegsschule, wurde 1887 Oberleutnant und trat danach in den Generalstab ein. 1889 führte er den Generalstab der 19. Infanterie-Brigade in Josefstadt, 1890 trat er als Generalstabsoffizier bei der 3. Infanteriedivision in Linz ein. Im Mai 1891 wurde er zum Hauptmann im Generalstab befördert und im Mai 1892 wurde er in die 10. Abteilung des Kriegsministeriums nach Wien abkommandiert. Es folgte 1895/96 aktiver Truppendienst beim Feldjägerbataillon Nr. 21 als Kompanieführer und ab Oktober 1896 fungierte er als Taktiklehrer an der Kriegsschule in Wien. Im Mai 1897 wurde er zum Major befördert, die folgenden drei Jahre diente er als Bataillonskommandant im k.u.k. Infanterie-Regiment Nr. 57 und stieg am 1. November 1900 zum Oberstleutnant auf. 
Im Januar 1903 fungierte er als Vorstand der 10. Abteilung im Kriegsministerium. 
Im Mai 1904 folgte die Beförderung zum Oberst, ab April 1907 wurde er zum Kommandeur des Infanterie-Regiments Nr. 45 ernannt. Im April 1910 erhielt er das Kommando über die 65. Infanterie-Brigade in Raab und wurde am 1. Mai 1910 zum Generalmajor ernannt.  Am 21. April 1913 wurde er mit dem Kommando über die 15. Infanterie-Truppendivision in Miskolc betraut und am 16. Mai des gleichen Jahres zum Feldmarschallleutnant befördert.

### Im Ersten Weltkrieg
Im April 1914 übernahm er in Laibach die Führung der 28. Infanterie-Truppendivision, mit der er zu Beginn des Ersten Weltkrieges (August 1914) im Rahmen des „Eisernen“ III. Korps (Gen. der Inf. von Colerus) an die Front nach Ostgalizien zum Einsatz kam. Nach der Niederlage bei Zloczow in der Schlacht bei Lemberg schwer geschlagen, wurde seine Division zunächst hinter die Grodeker Seenlinie gedrängt und musste sich dann weiter hinter den San zurückziehen. Mitte Oktober führten seine Truppen im Rahmen des VII. Korps vergebliche Gegenangriffe bei Chyrow und mussten auf die Karpaten zurückgehen. Králíček ersetzte Mitte November 1914 FZM von Friedel und erhielt das Kommando über das IX. Korps, das den russischen Einbruch in den slowakischen aufhalten musste. Zwischen 21. und 24. November 1914 verlor das IX. Korps rund 5.500 Mann und konnte den Verlust von Bartfeld nicht verhindern, stoppte aber den gegnerischen Durchbruch auf Eperjes. Nach dem Durchbruch der 11. Armee bei Gorlice, konnten Králíčeks Truppen im Mai 1915 Rzeszów zurückerobern und den San wieder überschreiten. Im Herbst 1915 im Rahmen der 4. Armee erlitt das IX. Korps (10. und 26. Division) während des Feldzuges nach Rowno zwischen Luzk und Klewan schwere Verluste.
Zu Beginn der Brussilow-Offensive Anfang Juni 1916 hielten die Truppen unter Kralicek im Rahmen der Südarmee den Abschnitt bei Tarnopol, das vom russischen VI. Armeekorps unter General Gutor angegriffen wurde. Králíček wurde nach der Verteidigung der bedrohten Stadt Brzezany krankheitsbedingt im Oktober 1916 durch FML von Kletter abgelöst und erhielt im März 1917 die Führung des XVI. Korps an der italienischen Front, das er bis September 1918 innehatte.
Am 16. Mai 1917 wurde Králíček zum General der Infanterie befördert, im Oktober 1917 waren seine Truppen am Durchbruch in der 12. Isonzoschlacht beteiligt. Während der Zweiten Piaveschlacht bildete das XVI. Korps den rechten Flügel der Isozoarmee und sollte den Übergang vom Südteil der Papadopoli-Insel und den ihr vorgelagerten kleineren Inseln zwischen den Linien Salettuol—Maserada erreichen, scheiterte aber bei Cimadolmo und nördlicher bei Nervesa. Králíček war an einer Fieberkrankheit erkrankt und kam ins Lazarett nach Brünn. Nach dem Krieg trat er mit 1. Januar 1919 in den Ruhestand und zog sich auf Teschen zurück. Er starb am 4. Januar 1946 im Alter von 84 Jahren in Těšín, dem tschechoslowakischen Teil der Stadt.
Králíček war u. a. Ritter des Leopoldordens, des Ordens der Eisernen Krone III. Klasse und Inhaber des Militärverdienstkreuzes.